# Pierre Chappuis
Pierre Chappuis (Bremblens, 9 de outubro de 1855 – Basileia, 15 de fevereiro de 1916) foi um físico suíço.
Pierre Chappuis estudou inicialmente em Basileia e a partir de 1877 em Leipzig, onde obteve um doutorado em 1879 com a tese Sur la condensation des gaz à la surface du verre (Ueber die Verdichtung der Gase auf Glasoberflächen). Em 1880 trabalhou no Institut für Physik em Basileia. De 1882 a 1902 foi attaché no Bureau International des Poids et Mesures em Sèvres próximo a Paris. Em 1889 casou com Esther Julie Sarasin, filha do fabricante Rudolf Sarasin (1831–1905). A partir de 1902 pesquisou em seu laboratório em Basileia.

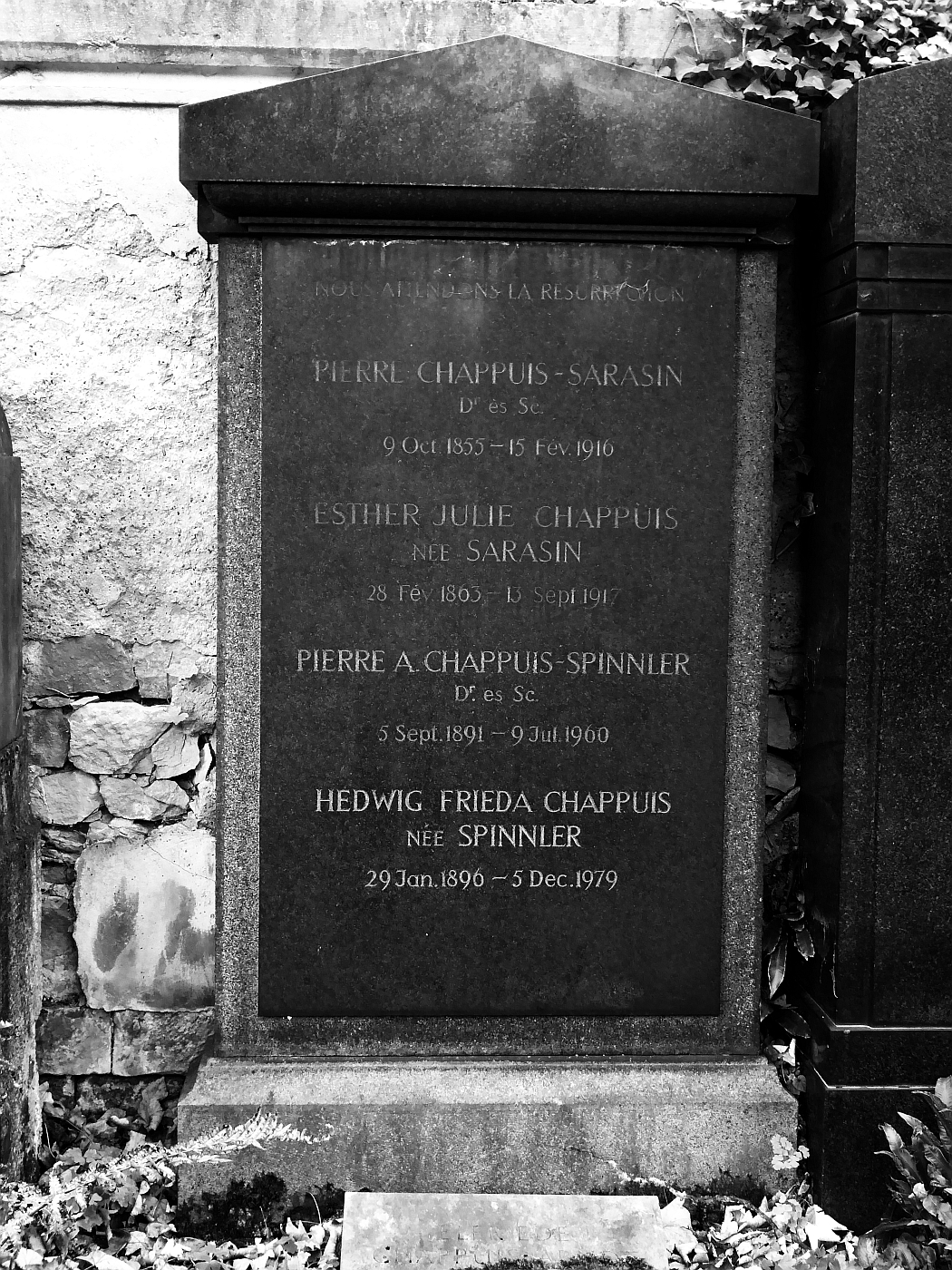
Sepultura no Wolfgottesacker, Basileia